# Antoine Diot
Pour les articles homonymes, voir Diot.
Antoine Diot, né le 17 janvier 1989 à Bourg-en-Bresse (Ain), est un joueur international français de basket-ball. Il mesure 1,92 m et évolue au poste de meneur.
Plusieurs fois titré avec les sélections de jeune, il fait partie de l'équipe de France qui remporte le premier titre de son histoire lors du championnat d'Europe 2013.

## Biographie

### Carrière professionnelle

#### Le Mans Sarthe Basket (2007-2012)
Diot est formé au Centre fédéral de basket-ball, où il joue de 2004 à 2007 avant de signer son premier contrat professionnel pour trois ans en faveur de Le Mans Sarthe Basket (MSB).
Lors de sa première saison professionnelle avec le Mans, Antoine Diot commence sa carrière européenne en disputant l'Euroligue 2007-2008, compétition où il dispute treize rencontres et présente des statistiques de 2 points, 1,3 rebond et 1,7 passe en 14 minutes 33. En France, Le Mans, après une première place en phase régulière, échoue en demi-finale des playoffs face à Roanne.
Lors de la saison suivante, il dispute une nouvelle fois l'Euroligue où il inscrit 3,5 points, capte 1,8 rebond, délivre 2,3 passes en 21 minutes 45 et 10 rencontres. Antoine Diot remporte ses premiers titres en club avec une victoire lors de la Semaine des As puis de la Coupe de France.
Lors de la saison 2009-2010, il participe au concours des meneurs du All-Star Game français qu'il remporte. Le Mans dispute la finale du championnat de France, battu en finale par Cholet. Lors du quart de finale aller face à Paris, il se blesse au dos, ce qui le prive de la fin de saison avec son club. Antoine Diot s'était un peu plus tôt déclaré pour la draft 2010 mais avec sa blessure et son impossibilité de participer aux ateliers précédant celle-ci aux États-Unis, il décide de se retirer.
Pour le début de la saison 2010-2011, Le Mans et son entraîneur JD Jackson décide de lui confier la direction de l'équipe en ne recrutant pas de meneur américain. Toutefois, son problème de dos, hernie discale qui le prive de présence sur les parquets pendant trois mois, perturbe sa préparation à la saison. Ces statistiques sont en légère hausse en EuroCoupe, seconde compétition européenne, avec 9,3 points, 3,3 rebonds, 3,6 passes et 1,1 interception contre en 28 minutes contre 7,3 points, 3,3 rebonds, 3,4 passes et 1,5 interception. Bien que ses statistiques en Pro A soient correctes - il se classe au second rang des intercepteurs avec 2,25 par match derrière John Linehan - il n'est pas au niveau attendu par les spécialistes qui voyaient en lui l'un des favoris au titre de MVP français à l'issue de la saison. Le Mans, huitième de la saison régulière, termine sa saison en quart de finale face à Cholet.
En juillet, il est annoncé comme partant pour le club de Liga ACB de Fuenlabrada mais finalement la transaction ne se fait pas entre les deux clubs et Diot reste au club pour la dernière saison de son contrat.

#### Paris-Levallois (2012-2013)
À la fin de la saison 2012, son contrat expirant avec Le Mans il signe au Paris-Levallois.

#### Strasbourg IG (2013-2015)
En juillet 2013, il quitte le Paris-Levallois Basket et signe un contrat de 2 ans avec Strasbourg IG. Il argumente son choix en expliquant qu'il souhaitait retrouver Vincent Collet, l'entraîneur de Strasbourg et jouer l'Euroligue 2013-2014.
Il est élu MVP Français du championnat de France Pro A 2013-2014.
En février 2015, il remporte son premier trophée avec Strasbourg, la Leaders Cup, battant en finale Le Mans sur le score de 60 à 58. Il est désigné meilleur joueur de la compétition.

#### Valencia Basket Club (2015-2019)
Le 10 juillet 2015, il s'engage pour deux ans avec le Valencia Basket Club en Espagne. Avec le club il remporte le championnat espagnol en 2017 ainsi que l'EuroCup 2019. En raison de plusieurs blessures, il est longtemps privé des parquets et fait une saison 2017-2018 blanche avant de revenir tardivement lors de la saison 2018-2019. Il ne joue que 27 matchs cette saison-là, 19 en Liga Endesa et 8 en EuroCoupe. 

#### ASVEL Lyon-Villeurbanne (2019-2023)
À l'été 2019, il quitte Valence et retrouve la France en signant un contrat de trois ans avec l'ASVEL Lyon-Villeurbanne.

#### Chorale de Roanne (depuis 2023)
Le 10 juin 2023, il signe un contrat de deux ans avec la Chorale de Roanne,. Son expérience sera utilisée afin de diriger le jeune groupe de l'équipe de Jean-Denys Choulet, à la suite d'une saison où il ne fut que peu utilisé par l'ASVEL Lyon-Villeurbanne, avec en moyenne de 3,9 points et 1,7 passe.

### Sélection nationale
En 2007, il remporte la médaille de bronze avec l'Équipe de France juniors (19 ans et moins) lors du mondial organisé en Serbie. Cette médaille fait suite à une série de médailles obtenues avec les sélections de jeune : il est champion d'Europe cadets en 2004, puis médaillé d'argent l'année suivante, champion d'Europe juniors en 2006. Sa carrière avec les sélections de jeunes se termine en 2009 avec une médaille d'argent lors du championnat d'Europe des 20 ans et moins.
Il intègre pour la première fois l’Équipe de France en 2009 lors des repêchages pour l'Euro 2009. Il est en effet appelé en urgence par le sélectionneur Vincent Collet car l’Équipe de France est frappée par une pénurie de meneur de jeu du fait des blessures de Tony Parker et de Joseph Gomis. Il doit alors partager pendant ces qualifications le poste de meneur avec Aymeric Jeanneau.
Après le forfait de Tony Parker pour le championnat du monde 2010, disputé en Turquie, à la suite de la décision de son club NBA de ne pas le libérer, Antoine Diot apparaît être alors le meneur titulaire de l'entraîneur tricolore Vincent Collet. Mais sa blessure au dos durant les playoffs l'oblige à déclarer forfait à son tour pour le mondial.
En 2011, il fait partie de l'équipe qui effectue la préparation au championnat d'Europe. Toutefois, il souffre de lombalgies, séquelles de la hernie discale qui l'a handicapé avant le mondial 2010 et doit se déclarer forfait.
Le 16 mai 2014, il fait partie de la liste des vingt-quatre joueurs pré-sélectionnés pour la participation à la Coupe du monde 2014 en Espagne.

## Clubs successifs
- 1994-2004 :  JL Bourg Basket
- 2004-2007 :  Centre fédéral de basket-ball (NM1)
- 2007-2012 :  Le Mans Sarthe Basket (Pro A)
- 2012-2013 :  Paris-Levallois Basket (Pro A)
- 2013-2015 :  Strasbourg Illkirch-Graffenstaden Basket (Pro A)
- 2015-2019 :  Valencia Basket Club (Liga ACB)
- 2019-2023 :  ASVEL Lyon-Villeurbanne (Élite)
- Depuis 2023 :  Chorale de Roanne (Élite)

## Palmarès

### En club
- Vainqueur de l'EuroCoupe : 2019 (avec le Valencia Basket Club)
- Champion d'Espagne : 2017 (avec le Valencia Basket Club)
- Champion de France : 2021 et 2022 (avec l'ASVEL Lyon-Villeurbanne)
- Vainqueur de la Coupe de France : 2009 (avec Le Mans), 2013 (avec Paris-Levallois), 2015 (avec Strasbourg) et 2021 (avec l'ASVEL)
- Vainqueur de la Semaine des As/Leaders Cup : 2009 (avec Le Mans), 2015 (avec Strasbourg) et 2023 (avec l'ASVEL Lyon-Villeurbanne)

### Sélection nationale
- Championnat d'Europe des 16 ans et moins
  -  Médaille d'or en 2004
  -  Médaille d'argent en 2005
- Championnat d'Europe des 18 ans et moins
  -  Médaille d'or en 2006
- Championnat du Monde Juniors
  -  Médaille de bronze au championnat du monde des 19 ans et moins en 2007 à Novi Sad en Serbie.
- Championnat d'Europe des 20 ans et moins
  -  Médaille d'argent en 2009
- Championnat d'Europe
  -  Médaille d'or au championnat d'Europe 2013 en Slovénie
- Coupe du monde
  -  Médaille de bronze à la coupe du monde 2014 en Espagne.

### Distinctions personnelles
- Élu MVP du championnat d'Europe Minimes (U16) en 2005
- Vainqueur du concours de meneurs du All-Star Game LNB[21] en 2010
- Participation au All-Star Game LNB : 2009, 2012, 2013, 2014, 2019
- Élu MVP Français du championnat de France Pro A 2013/14[22],[23]
- Élu MVP de la Leaders Cup 2015[12]

## Statistiques

### En France

#### Saison régulière
Les statistiques d'Antoine Diot en saison régulière en France sont les suivantes :
| MVP français de la saison |

gras = ses meilleures performances
| Saison        | Équipe          | Championnat   | Matchs | 5 Dép. | Minutes | % Tirs | % 3pts | % LF | Rbds/m | PassD/m | Int/m | Ctrs/m | Pts/m |
| ------------- | --------------- | ------------- | ------ | ------ | ------- | ------ | ------ | ---- | ------ | ------- | ----- | ------ | ----- |
| 2007-2008     | Le Mans         | Pro A         | 30     | 4      | 15,6    | 39,6   | 18,2   | 78,6 | 1,9    | 2,3     | 1,0   | 0,1    | 3,8   |
| 2008-2009     | Le Mans         | Pro A         | 28     | 2      | 19,1    | 44,8   | 36,7   | 69,7 | 1,7    | 3,0     | 1,4   | 0,1    | 4,8   |
| 2009-2010     | Le Mans         | Pro A         | 29     | 7      | 25,6    | 47,6   | 41,3   | 80,3 | 2,7    | 3,8     | 1,5   | 0,0    | 8,6   |
| 2010-2011     | Le Mans         | Pro A         | 28     | 27     | 28,1    | 39,2   | 26,2   | 80,0 | 3,4    | 3,9     | 2,3   | 0,3    | 8,3   |
| 2011-2012     | Le Mans         | Pro A         | 4      | 0      | 17,5    | 35,7   | 16,7   | 80,0 | 2,5    | 3,8     | 0,3   | 0,3    | 3,8   |
| 2012-2013     | Paris-Levallois | Pro A         | 30     | 23     | 28,4    | 47,4   | 34,7   | 83,2 | 3,1    | 3,9     | 1,6   | 0,3    | 13,1  |
| 2013-2014     | Strasbourg      | Pro A         | 26     | 19     | 29,5    | 46,0   | 41,0   | 87,2 | 3,3    | 5,3     | 1,6   | 0,2    | 11,2  |
| 2014-2015     | Strasbourg      | Pro A         | 34     | 27     | 25,4    | 44,0   | 37,0   | 84,7 | 3,0    | 5,9     | 1,2   | 0,2    | 9,9   |
| 2019-2020     | ASVEL           | Jeep Élite    | 19     | 5      | 19,3    | 42,7   | 39,3   | 84,8 | 2,4    | 4,9     | 0,9   | 0,1    | 7,0   |
| Carrière      | Carrière        | Carrière      | 228    | 114    | 23,9    | 44,2   | 35,1   | 82,3 | 2,7    | 4,1     | 1,4   | 0,1    | 8,3   |
| All-Star Game | All-Star Game   | All-Star Game | 5      | 4      | 196     | 43,6   | 42,9   | 75,0 | 3,0    | 7,0     | 1,8   | 0,2    | 10,4  |

Dernière mise à jour : 22 mai 2020

#### Playoffs
Les statistiques d'Antoine Diot en playoffs du championnat de France sont les suivantes : 
| Année    | Équipe     | Matchs | 5 Dép. | Minutes | % Tirs | % 3pts | % LF | Rbds/m | PassD/m | Int/m | Ctrs/m | Pts/m |
| -------- | ---------- | ------ | ------ | ------- | ------ | ------ | ---- | ------ | ------- | ----- | ------ | ----- |
| 2008     | Le Mans    | 5      | 0      | 13,4    | 46,2   | 50,0   | -    | 1,2    | 1,8     | 0,4   | 0,0    | 3,0   |
| 2009     | Le Mans    | 5      | 0      | 16,6    | 64,3   | 57,1   | 50,0 | 2,2    | 0,8     | 1,0   | 0,2    | 4,8   |
| 2010     | Le Mans    | 1      | 1      | 8,0     | 0,0    | 0,0    | -    | 1,0    | 5,0     | 0,0   | 0,0    | 0,0   |
| 2011     | Le Mans    | 2      | 2      | 19,5    | 42,9   | 25,0   | 100  | 2,0    | 2,0     | 0,0   | 0,0    | 5,0   |
| 2014     | Strasbourg | 9      | 8      | 28,1    | 38,9   | 26,5   | 88,0 | 3,4    | 5,3     | 1,6   | 0,3    | 9,7   |
| 2015     | Strasbourg | 10     | 10     | 29,7    | 44,1   | 34,9   | 91,2 | 3,4    | 4,2     | 1,7   | 0,2    | 12,8  |
| Carrière | Carrière   | 32     | 21     | 23,3    | 43,5   | 33,7   | 87,9 | 2,7    | 3,5     | 1,2   | 0,2    | 8,3   |

Dernière mise à jour : 22 mai 2020

### En Espagne

#### Saison régulière
Les statistiques d'Antoine Diot en saison régulière de Liga ACB sont les suivantes :
| Champion d'Espagne |

gras = ses meilleures performances
| Saison    | Équipe   | Matchs | 5 Dép. | Minutes | % Tirs | % 3pts | % LF | Rbds/m | PassD/m | Int/m | Ctrs/m | Pts/m |
| --------- | -------- | ------ | ------ | ------- | ------ | ------ | ---- | ------ | ------- | ----- | ------ | ----- |
| 2015-2016 | Valence  | 29     | ?      | 18,0    | 54,8   | 41,8   | 77,4 | 1,7    | 3,0     | 0,7   | 0,1    | 8,2   |
| 2016-2017 | Valence  | 27     | ?      | 19,9    | 41,0   | 30,9   | 82,5 | 2,0    | 3,7     | 1,1   | 0,1    | 7,9   |
| 2017-2018 | Valence  | DNP    | DNP    | DNP     | DNP    | DNP    | DNP  | DNP    | DNP     | DNP   | DNP    | DNP   |
| 2018-2019 | Valence  | 14     | ?      | 9,9     | 21,4   | 10,0   | 66,7 | 0,8    | 2,6     | 0,9   | 0,0    | 1,3   |
| Carrière  | Carrière | 70     | ?      | 17,1    | 47,8   | 33,3   | 79,8 | 1,6    | 3,2     | 0,9   | 0,1    | 6,7   |

Dernière mise à jour : 25 mai 2020

#### Playoffs
Les statistiques d'Antoine Diot en playoffs du championnat d'Espagne sont les suivantes :
| Année     | Équipe   | Matchs | 5 Dép. | Minutes | % Tirs | % 3pts | % LF | Rbds/m | PassD/m | Int/m | Ctrs/m | Pts/m |
| --------- | -------- | ------ | ------ | ------- | ------ | ------ | ---- | ------ | ------- | ----- | ------ | ----- |
| 2016 (en) | Valence  | 6      | ?      | 19,8    | 42,2   | 27,3   | 100  | 1,3    | 3,3     | 0,8   | 0,0    | 7,7   |
| 2017 (en) | Valence  | 11     | ?      | 28,1    | 36,9   | 38,3   | 77,8 | 2,4    | 5,1     | 1,2   | 0,2    | 8,5   |
| 2018 (en) | Valence  | DNP    | DNP    | DNP     | DNP    | DNP    | DNP  | DNP    | DNP     | DNP   | DNP    | DNP   |
| 2019 (en) | Valence  | 6      | ?      | 3,7     | 20,0   | 0,0    | -    | 0,7    | 0,2     | 0,2   | 0,2    | 0,3   |
| Carrière  | Carrière | 23     | ?      | 19,6    | 38,1   | 33,3   | 80,0 | 1,7    | 3,3     | 0,8   | 0,1    | 6,2   |

Dernière mise à jour : 26 mai 2020

### En Coupes d'Europe

#### EuroCoupe
Les statistiques d'Antoine Diot en EuroCoupe sont les suivantes :
| Vainqueur de l'édition |

gras = ses meilleures performances
| Saison    | Équipe     | Matchs | 5 Dép. | Minutes | % Tirs | % 3pts | % LF | Rbds/m | PassD/m | Int/m | Ctrs/m | Pts/m |
| --------- | ---------- | ------ | ------ | ------- | ------ | ------ | ---- | ------ | ------- | ----- | ------ | ----- |
| 2009-2010 | Le Mans    | 12     | 4      | 24,0    | 38,1   | 33,3   | 75,0 | 3,3    | 3,4     | 1,5   | 0,2    | 7,4   |
| 2010-2011 | Le Mans    | 12     | 11     | 28,0    | 38,0   | 31,5   | 80,6 | 3,3    | 3,6     | 1,1   | 0,1    | 9,3   |
| 2013-2014 | Strasbourg | 6      | 1      | 25,7    | 32,6   | 38,2   | 77,8 | 1,7    | 3,3     | 1,3   | 0,0    | 9,5   |
| 2014-2015 | Strasbourg | 16     | 11     | 28,9    | 48,1   | 50,0   | 85,4 | 4,6    | 5,1     | 1,4   | 0,1    | 12,4  |
| 2015-2016 | Valence    | 12     | 7      | 18,5    | 54,5   | 46,7   | 87,5 | 1,3    | 2,4     | 1,3   | 0,2    | 8,3   |
| 2016-2017 | Valence    | 14     | 6      | 17,9    | 42,4   | 42,2   | 86,2 | 1,6    | 4,4     | 1,6   | 0,1    | 8,7   |
| 2018-2019 | Valence    | 9      | 3      | 11,1    | 50,0   | 30,8   | 100  | 1,3    | 2,6     | 0,7   | 0,0    | 4,0   |
| Carrière  | Carrière   | 81     | 43     | 22,4    | 43,4   | 39,9   | 83,9 | 2,6    | 3,7     | 1,3   | 0,1    | 8,8   |

Dernière mise à jour : 26 mai 2020

#### EuroLigue
Les statistiques d'Antoine Diot en EuroLigue sont les suivantes :
| Saison    | Équipe     | Matchs | 5 Dép. | Minutes | % Tirs | % 3pts | % LF | Rbds/m | PassD/m | Int/m | Ctrs/m | Pts/m |
| --------- | ---------- | ------ | ------ | ------- | ------ | ------ | ---- | ------ | ------- | ----- | ------ | ----- |
| 2007-2008 | Le Mans    | 13     | 4      | 14,5    | 36,7   | 16,7   | 50,0 | 1,3    | 1,7     | 0,5   | 0,0    | 2,0   |
| 2008-2009 | Le Mans    | 10     | 1      | 21,7    | 27,3   | 30,8   | 81,3 | 1,8    | 2,3     | 0,6   | 0,0    | 3,5   |
| 2013-2014 | Strasbourg | 9      | 8      | 27,6    | 38,7   | 30,6   | 76,2 | 2,6    | 3,8     | 1,9   | 0,3    | 8,3   |
| 2019-2020 | ASVEL      | 23     | 8      | 17,2    | 38,5   | 37,3   | 77,8 | 1,1    | 2,8     | 0,7   | 0,0    | 5,3   |
| Carrière  | Carrière   | 55     | 21     | 19,1    | 36,8   | 32,8   | 76,3 | 1,5    | 2,6     | 0,8   | 0,1    | 4,7   |

Dernière mise à jour : 26 mai 2020